# Nguyễn Văn Nghinh
Nguyễn Văn Nghinh (sinh 1950) là một Thiếu tướng Quân đội nhân dân Việt Nam, nguyên Phó Tư lệnh Quân khu Thủ đô. Ông cũng là đại biểu Quốc hội Việt Nam khóa XI, thuộc đoàn đại biểu Hà Nội.

## Thân thế và sự nghiệp
Ông sinh ngày 15 tháng 3 năm 1950 tại  Xã Yên Khang, huyện Ý Yên, Nam Định
Ông từng học Trường THPT Tống Văn Trân của Ý Yên, Nam Định
Năm 2000, bổ nhiệm giữ chức Phó Tư lệnh Quân khu Thủ đô
Năm 2008, bổ nhiệm giữ chức Phó Tư lệnh kiêm Tham mưu trưởng Quân khu Thủ đô
Năm 2010, ông nghỉ hưu.
Thiếu tướng (2002)